# Agence de la biomédecine
 (août 2021).
Si vous disposez d'ouvrages ou d'articles de référence ou si vous connaissez des sites web de qualité traitant du thème abordé ici, merci de compléter l'article en donnant les références utiles à sa vérifiabilité et en les liant à la section « Notes et références ».
Pour les articles homonymes, voir ABM.
L'Agence de la biomédecine est un établissement public à caractère administratif français, qui s’inscrit dans le réseau de sécurité sanitaire (créé à la suite de l’affaire du sang contaminé).
L'Agence intervient dans les domaines :
- du don d'organes (prélèvement, greffe d'organes et de tissus, avec un principe d'équité et de gratuité face au don) ;
- du prélèvement et de la greffe de moelle osseuse ;
- de la procréation médicalement assistée ;
- de la recherche sur la cellule souche embryonnaire humaines ;
- du diagnostic prénatal, préimplantatoire ;
- de la génétique humaine.

Il s'agit des domaines thérapeutiques utilisant des éléments et des produits du corps humain, à l'exception du sang.

## Missions
L'Agence de la biomédecine encadre, accompagne, évalue et informe dans ses domaines de compétence :
- prélèvement et greffe d'organes (priorité nationale depuis la loi de bioéthique de 2011) : l'Agence gère la liste nationale des malades en attente de greffe et le Registre national des refus (recensant toutes les personnes s'opposant au don d'éléments de leur corps après la mort, que les médecins consultent avant tout prélèvement). Elle communique aussi auprès du grand public et organise chaque 22 juin la journée de réflexion sur le don d'organes et la greffe. Elle organise des formations sur l'accueil des familles en deuil à l'hôpital, destinées aux professionnels de santé.

Depuis 2004, l'Agence a aussi compétence sur les sujets suivants : 
- Prélèvement et greffe de moelle osseuse : elle gère le registre France Greffe de Moelle, qui recense les volontaires au don, et communique sur l'enjeu du don de moelle osseuse.
- procréation médicalement assistée : l'Agence de la biomédecine a pour mission de permettre l'amélioration de la prise en charge et du suivi des couples. Elle se charge notamment de collecter l'ensemble des données transmises par les centres de procréation médicale assistée, de gérer le registre national des FIV. Elle travaille avec des professionnels de l'AMP pour rédiger les bonnes pratiques. Elle organise des campagnes de communication pour promouvoir le don d'ovocytes et de spermatozoïdes.
- Recherche sur l'embryon : l'Agence de la biomédecine encadre les travaux de recherche sur l'embryon et s'assure et leur conformité avec le cadre légal. C'est la directrice générale de l'Agence de la biomédecine qui donne les autorisations de recherche sur l'embryon et sur les cellules souches embryonnaires humaines.
- Diagnostic prénatal et préimplantatoire : l'Agence de la biomédecine délivre les autorisations nécessaires aux 50 centres pluridisciplinaires de diagnostics prénatals.
- Génétique humaine : l'Agence de la biomédecine anime des groupes de travail de professionnels chargés de délivrer des recommandations sur le diagnostic de maladies génétiques, l'identification des facteurs de risque génétique et l'information des proches de malades sur les risques de transmission à la descendance. Elle est également chargée de mettre à la disposition du public une information sur l'utilisation des tests génétiques en accès libre.

## Historique
Créée dans le cadre de la révision des lois de bioéthique du 6 août 2004, l'Agence de la biomédecine a repris en 2005 les missions de l'Établissement français des greffes.
Elle est aussi en partie issue du modèle britannique de l’« Human Fertilisation and Embryology Authority ».
Elle a été dirigée par Carine Camby de 2005 à 2008, par Emmanuelle Prada-Bordenave de 2008 à 2014, puis par Anne Courrèges de 2015 à 2019. Emmanuelle Cortot-Boucher a été nommée à la direction générale de l'Agence de la biomédecine le 31 octobre 2019.

## Organisation
L'Agence est placée sous l'autorité d'un directeur généra (nommé par décret) ; sa directrice générale est Emmanuelle Cortot-Boucher.
Le conseil d'orientation est chargé de veiller à la cohérence de la politique médicale et scientifique de l'Agence, et de faire respecter les principes réglementaires et éthiques dans ses différentes activités. Le conseil d'orientation, composé de 24 membres, est présidé par Jean-François Guérin qui succède à Patrick Niaudet à compter du 22 juin 2018
Le conseil d'administration de l'Agence de la biomédecine est composé de 35 membres nommés par arrêté et décret ministériel et est présidé par Jacques-Olivier Bay (56 ans au moment de sa nomination, membre de l'Agence de sécurité des médicaments, membre du conseil médico-scientifique de l'Agence de biomédecine (depuis 2004) et du CA depuis 2018, cancérologue, onco-hématologue, spécialiste de l'Ataxie télangiectasie, des greffes de cellules souches hématopoïétiques et des cellules génétiquement modifiées) depuis le 31 décembre 2021.
L'autorité de tutelle de l'Agence est le ministère de la Santé.
L'Agence de la biomédecine s'appuie sur une organisation territoriale pour la représenter auprès des ARS et travailler avec les professionnels de santé dans les hôpitaux. Cette organisation repose sur 4 SRA (services de régulation et d'appui) : Nord-Est, Sud-Est - La réunion, Grand-Ouest, Île-de-France – Centre – Antilles - Guyane) : elle coordonne l'ensemble le prélèvement et la greffe en relation avec les hôpitaux.

## Chiffres
En 2018, l'Agence de la biomédecine comptait 258 collaborateurs et a bénéficié d'un budget de fonctionnement de 68,2 millions d'euros.
Voici quelques autres chiffres sur les activités de l'Agence :
- Don d'organes : après huit années de forte hausse, l'activité du prélèvement et de la greffe d'organes a connu, en 2018, une baisse. Tous organes confondus, 5 805 greffes ont été pratiquées en France en 2018.
- Don de moelle osseuse : le registre des donneurs volontaires de moelle osseuse compte 290 342 personnes, dont 18 303 nouveaux donneurs enregistrés en 2018. Au cours de l'année 2018, 963 patients ont été greffés grâce à un donneur non-apparenté (français ou étranger).
- Don du vivant : en 2018, 561 greffes de rein et de foie ont été réalisées grâce aux donneurs.
- Procréation médicale assistée : en 2017, 26 330 enfants sont nés grâce à une assistance médicale à la procréation. 756 femmes ont fait un don d'ovocytes et 404 hommes un don de spermatozoïdes.
- Recherche sur l'embryon : 7 protocoles de recherche sur l'embryon et les cellules souches embryonnaires humaines ont été autorisés en 2018.
- Diagnostic préimplantatoire : 270 enfants sont nés en 2017 après un diagnostic préimplantatoire. 33 302 dossiers ont été examinés par les 48 centres pluridisciplinaire de diagnostic prénatal. 454 773 personnes ont bénéficié d'un test génétique médical à visée diagnostique.